# Robben Ford

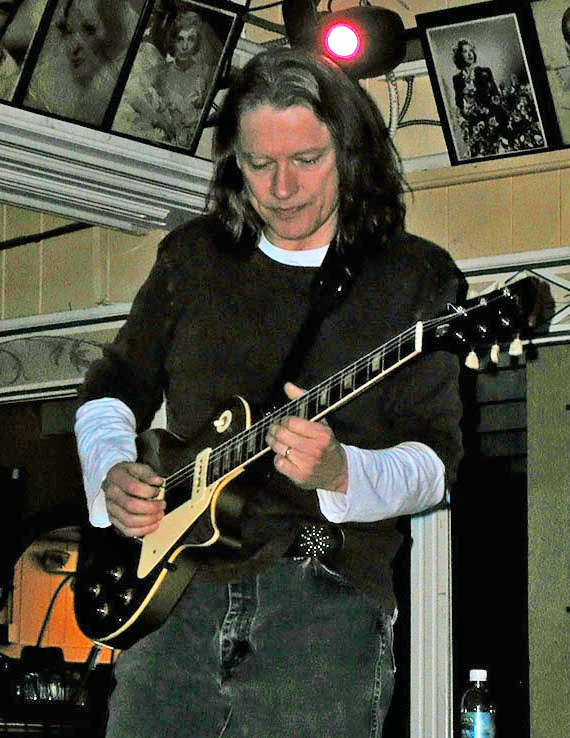
Robben Ford

Robben Ford (Woodlake, Californië, 16 december, 1951) is een blues-, jazz- en rockgitarist.
Robben Ford werd geboren in Woodlake en groeide op in Ukiah (Californië), kreeg op 13-jarige leeftijd gitaarles en kocht zijn eerste gitaar op 18-jarige leeftijd. Zijn vader Charles had zijn eigen Charles Ford Blues Band waarin Robben en zijn broers Mark Ford (mondharmonica) en Patrick Ford (drums) meespeelden. Tegenwoordig leidt Patrick de Ford Blues Band. Volker Strifler neemt gitaar en zang voor zijn rekening en begeleidt Robben ook als tweede gitarist.
Robben Ford verkreeg wereldwijde faam toen hij gevraagd werd om bij Miles Davis gitaar te spelen op zijn wereldtour in 1986, waar hij blues- en jazzgitaar mengde en op spraakmakende wijze ten gehore bracht. Hij speelde ook op de platen en tours van Jimmy Witherspoon, George Harrison, Joni Mitchell met Tom Scott's L.A. Express, Little Feat en de Yellowjackets.
Ford bracht zijn eerste album uit in 1972, genaamd Discovering the Blues, verder Schizophonic in 1976 en zijn beste album The Inside Story (1979) dat de gouden status behaalde in 1980.
Een kleine vier jaar later bracht hij Words and Music uit in 1983 en de volgende was Robben Ford in 1986.
Hij bracht zijn volgende album genaamd Talk to Your Daughter uit in 1988, dat ook goud kreeg in 1989. Bekender is het werk dat hij maakte in de jaren 1990 met zijn vaste begeleiders Roscoe Beck op basgitaar en Tom Brechtlein op drums en dat cd's opleverde als Robben Ford & The Blue Line (1992), Mystic Mile (1993) and Handful of Blues (1995). De cd's Blues Connotation and Tiger Walk nam hij met andere begeleiders op. Hiermee was hij teruggekeerd bij zijn blueswortels.

## Muzikaal kenmerkend
Het gitaarspel van Ford is heel herkenbaar. Slaggitaarwerk met heldere akkoorden uit het blues- en jazzgenre. Zijn solo's worden omschreven als boeiend, melodieus en mooi gefraseerd. Hij zegt over zichzelf dat hij geen notenman is, maar hij kan snel en scherp soleren. Ford is een selfmade muzikant. Hij zegt over zijn eigen gitaarspel dat dat alleen maar ontwikkeld kon worden door heel veel te spelen. Er staat een interview met hem op de dvd The Parish Concert. Volgens eigen zeggen is hij enorm geïnspireerd door de muziek van de Paul Butterfield Blues Band.
Aan het begin van zijn carrière zong hij vrij weinig, maar op zijn latere albums zingt hij veel met een heldere hoge tenor. Zijn muziek bevat merendeel eigen composities en af en toe een cover van oude bluesmannen en ook van bekende namen uit de popmuziek.
In 1986 treedt hij op in de band van Miles Davis in het Tuinpaviljoen op het North Sea Jazz Festival Den Haag.
Ford gebruikt Dumble Amplifiers. Gitaarbouwer Fender heeft de Robben Ford Signaturegitaar gemaakt.
Op de cd "The Inside Story" speelt hij op een Gibson ES-335, een gitaar die ook veel door Larry Carlton werd gebruikt.

## Discografie

### Cd's
- Discovering the Blues (1972)
- The Charles Ford Band (1972)
- Robben Ford: Schizophonic (1976)
- Jimmy Witherspoon & Robben Ford Live (1976)
- The Inside Story (1979)
- Robben Ford (1986)
- Talk to Your Daughter (1988)
- Robben Ford & the Blue Line (1992)
- Mystic Mile (1993)
- Handful of Blues (1995)
- Blues Connotation (1996)
- Tiger Walk (1997)
- Blues Collection (1997)
- The Authorized Bootleg (1998)
- Supernatural (1999)
- Sunrise (livealbum) (1999)
- A Tribute to Paul Butterfield (2001)
- Anthology: The Early Years (2001)
- The Paris Concert dvd (2001)
- Blue Moon (2002)
- Keep On Running (2003)
- Truth (2007)
- Soul on Ten (2009)
- Bringing It Back Home (2013)
- A Day in Nashville (2014)
- Into the Sun (2015)

### Dvd's
Er zijn diverse registraties van Robben Ford optredens beschikbaar op dvd. Een optreden in het Duitse tv-programma Ohne Filter – Musik Pur in 1993 en twee concerten die Robben Ford in Parijs gaf in de New Morning jazz club Parijs.
Het eerste concert was 2001 en het tweede vond plaats in 2009
- In Concert (1993)
- New Morning (The Paris Concert) (2005)
- Another Paris Concert (2009)

## Soundtracks
Muziek van Robben Ford is in diverse films als soundtrack gebruikt:
- The Pink Caddilac met Clint Eastwood (1989): Het nummer "Born Under A Bad Sign" van de cd "Talk To Your Daughter".
- The Firm (1993) met Tom Cruise: Het nummer "Start It Up" van de cd "Robben Ford & The Blue Line".
- The Whole Nine Yards met Bruce Willis: Het nummer "Tenth Avenue" van de lp "If it doesn`t kill you, it makes you stronger" uitgevoerd door Bruce Willis en Robben Ford.
- Komt een vrouw bij de dokter: Het nummer "Start It Up" van de cd "Robben Ford & The Blue Line".